# ستيفن بيغيلو
ستيفن بيغيلو (بالإنجليزية: Stephen John Bigelow)‏ هو رياضياتي أسترالي، ولد في سبتمبر 1971 في كامبريدج في المملكة المتحدة.